# جامع السنجقدار
جامع السنجقدار هو مسجد يقع في مدينة دمشق، في المدينة القديمة. بُني في عام 749هـ 1348م على يد الوالي المملوكي أرغون شاه نائب السلطنة في الشام. ودُفن أرغون شاه في أحد جوانب الجامع، ويحتفظ جامع السنجقدار بالواجهة الاصلية القديمة بحالة جيدة إلى الآن والمئذنة المملوكية وهو من الجوامع التاريخية الهامة في دمشق.